# Vittaria humblotii
Vittaria humblotii är en kantbräkenväxtart som beskrevs av Georg Hans Emmo Wolfgang Hieronymus. Vittaria humblotii ingår i släktet Vittaria och familjen Pteridaceae. Inga underarter finns listade.